# Paulinów (województwo mazowieckie)
Paulinów – wieś w Polsce położona w województwie mazowieckim, w powiecie sokołowskim, w gminie Sterdyń. Ma status sołectwa.
Nazwa folwarku Paulinów, leżącego w dobrach sterdyńskich, pochodzi od imienia Pauliny Górskiej.
W latach 1975–1998 miejscowość położona była w województwie siedleckim.
Mieszkańcy wyznania rzymskokatolickiego należą do parafii św. Anny w Sterdyni.
W okresie niemieckiej okupacji mieszkańcy Paulinowa oraz pracownicy tamtejszego folwarku udzielali pomocy żydowskim uciekinierom z getta w Sterdyni. W odwecie 24 lutego 1943 wieś została spacyfikowana przez niemiecką ekspedycję karną. Zamordowano wówczas 11 Polaków oraz trzech uciekinierów korzystających z ich wsparcia.